# 殺しの接吻
『殺しの接吻』（ころしのせっぷん、No Way to Treat a Lady）は1968年のアメリカ合衆国の映画。監督はジャック・スマイト、出演はロッド・スタイガーなど。

## ストーリー
ある日、ニューヨークの下町にて神父の姿をした人物がアパートに住む女性を殺す。その後、事件を担当する刑事・モーリスの談話が新聞に載ったことから、犯人はモーリスに電話をかける。警察は逆探知をかけるも失敗し、第2の殺人が起きる。そこへ、ケイトという女性が警察に出頭し、最初の事件で犯人を目撃したことを告げる。このことがきっかけで、モーリスはケイトと親しくなる。
事件の犯人は有名な舞台女優を母に持つ劇場主・ギルであり、警察宛の予告電話をかけながら、決定的な証拠を残さないというずるがしこさを持っていた。
第3の事件は未遂に終わるも、第4の事件において犯人は別の服装で被害者に近づき、殺害に成功する。これにより、モーリスは担当をおろされる。このことを新聞で知ったギルは電話でモーリスの復職を求める。
その後、ギルは売春婦を殺害する。この際、復職したモーリスは情報を得るために売春婦を探しており、彼が会った人の中には変装したギルも含まれていた。
モーリスは新聞の談話の中で犯人が「変態性欲を持つ異常者」だと断言し、ギルは憤慨する。そして、彼はケイトに狙いを定め、彼女のアパートに近づいたところでモーリスの妨害に遭う。ギルは劇場に逃げ込むが、モーリスに追い詰められ、持っていたピストルで自殺する。

## キャスト
※括弧内は日本語吹替（初回放送1975年11月13日『木曜洋画劇場』）
- クリストファー・ギル：ロッド・スタイガー（穂積隆信）
- ケイト・パーマー：リー・レミック（鈴木弘子）
- モリス・ブランメル：ジョージ・シーガル（森川公也）
- ブランメル夫人：アイリーン・ヘッカート
- ヘインズ検査官：マーレイ・ハミルトン
- クッパーマン氏：マイケル・ダン
- アルマ・ムロイ：マーティン・バートレット

## スタッフ
- 監督：ジャック・スマイト
- 製作：ソル・C・シーゲル
- 原作：ウィリアム・ゴールドマン
- 脚本：ジョン・ゲイ
- 撮影：ジャック・プリーストリー
- 編集：アーチー・マーシェク
- 音楽：スタンリー・マイヤーズ